# Tommy Gorman
Thomas Patrick "T. P." Gorman (Ottawa, Ontario, 9 de juny de 1886 – Ottawa, 15 de maig de 1961) va ser un dels fundadors de la National Hockey League (NHL), guanyador de set Copes Stanley com a director general en quatre equips, i medallista olímpic en la competició per equips de Lacrosse, com a membre de l'equip canadenc, als Jocs Olímpics de Londres.